# Álamos
Álamos is een stad in de Mexicaanse staat Sonora. Álamos heeft 8.201 inwoners (census 2005) en is de hoofdplaats van de gemeente Álamos.
Álamos werd gesticht door Francisco Vázquez de Coronado na de ontdekking van kopermijnen in de regio, als een van de eerste plaatsen in het noorden van het huidige Mexico. Uit deze tijd dateren verschillende gebouwen waaronder de Kerk van de Onbevlekte Ontvangenis, het Gemeentehuis en het Centrale Plein. Veel van de koloniale architectuur in Álamos is zeer goed bewaard gebleven.
Van 1827 tot 1831 was Álamos de hoofdstad van de staat Sonora en Sinaloa

## Geboren in Álamos
- Ramón Corral (1853-1912), militair en politicus (vicepresident 1906-1911)
- María Félix (1914-2002), actrice
- Arturo Márquez (1950- ), componist
- Joaquín Murrieta (1829-1853), outlaw
- Alfonso Ortiz Tirado (1893-1960), tenor
- Fausto Topete (1890-1954), militair
- Félix María Zuloaga (1814-1876), militair en politicus (president 1858-1860)